# Младен Чакъров
Младен Чакъров е български телевизионен оператор и режисьор на документални филми.

## Биография и творчество
Младен Чакъров е роден на 14 април 1928 г. в България.
През 1948 г. пребивава в Трудово възпитателното общежитие – концлагер „Макаренко“ край с. Горник – Червен бряг.
През 1952 г. започва работа в Студия за хроникални и документални филми като общ работник – преносвач на филми за филмотеката, а по-късно става асистент оператор.
Работи с майстори-оператори като Васил Бакърджиев, Янко Шахов, Константин Кисьов и Константин Кочев, които го посвещават в тънкостите на своята работа. През 1958 г. е съкратен и в продължение на почти 2 години работи сондьор VII разряд в „Трудова повинност“ около гр.Петрич.
В началото на 1960 г., благодарение на бившите си приятели от Студията, започва работа в Българска национална телевизия като хоноруван оператор, а през следващата година е назначен на постоянна длъжност като асистент оператор. Работи там до пенсионирането си през 1991 г. Изявява се като много добър спортен оператор – предимно в областта на алпинизма, туризма и водните спортове.
Автор, режисьор и оператор на първия филм на БТ с алпийска тематика – „Кавказ – Безинги’64“ от 31 ноември 1964 г., на първия филм с живи животни – „Приказка за таралежите“ – изл. 18 ноември 1967 г., първа камера в първата телевизионна постановка на БТ – „Островът на Афродита“ – 1962 г. с реж. Ангел Вълчанов, отговорен оператор на първите предавания извън София – Пловдивския мострен панаир – 1962 г., първите Русенски музикални дни. Отговорен оператор е на множество телевизионни постановки в този период. Заснима повече от 200 документални филма за България, за Виетнам, Лаос, Камбоджа, Китай, Афганистан, Ирак, за Африка – Сахара, Алжир, Либия, Тунис, Гвинея, Буркина Фасо, Мали, алпийски експедиции в Кавказ, Алпите, Хиндукуш, Памир. Прави филми за потъналите кораби по Черноморието, за първата подводна експедиция „Шелф – 1“.
За работата си по документалните филми за войната във Виетнам и за Камбоджа е удостоен с първа награда на Съюза на журналистите, и с орден „Кирил и Методи“ – I степен.
Едни от най-известните му филми са:
- „Границите не разделят хората“ (1969), разказ за човешките отношения в дунавската гребна регата ТИД
- „В прегръдките на Хиндукуш“ – покоряването от български алпинисти на връх Ношак в Афганистан (1976)
- „Джендема – този чуден кът от Стария Балкан“ (1982)
- „Сахара – земя на човека“ (1979) – почетен диплом от фестивала в Чита ди Тренто – Италия

Младен Чакъров е автор на няколко ръкописа – „Аз, операторът от телевизията“, сборник с криминални разкази „Дали нощем крокодилите спят?“, и на детско-юношеския роман – „Златото на Борку“, които не са издадени.
Младен Чакъров умира на 1 декември 2011 г. в гр.София.